# わが心のボルチモア
『わが心のボルチモア』（わがこころのボルチモア、Avalon）は、1990年のアメリカ合衆国のドラマ映画。監督・脚本はバリー・レヴィンソン、出演はアーミン・ミューラー＝スタールとエイダン・クインなど。20世紀初頭にメリーランド州ボルチモアに移住してきたロシア系ユダヤ人家庭を描く物語である。

## キャスト
| 役名                       | 俳優                           | 日本語吹替 |
| -------------------------- | ------------------------------ | ---------- |
| アン・ケイ                 | エリザベス・パーキンス         | 土井美加   |
| ジュールス・ケイ           | エイダン・クイン               | 原康義     |
| マイケル・ケイ             | イライジャ・ウッド             | 折笠愛     |
| ハイミー・クリチンスキー   | レオ・フックス                 | 北村弘一   |
| ガブリエル・クリチンスキー | ルー・ジャコビ                 | 村松康雄   |
| サム・クリチンスキー       | アーミン・ミューラー＝スタール | 山内雅人   |
| エヴァ・クリチンスキー     | ジョーン・プロウライト         | 谷育子     |
| ネイサン・クリチンスキー   | イズラエル・ルビネック         | 塚田正昭   |
| イジー・カーク             | ケヴィン・ポラック             | 石丸博也   |

## 他の「ボルチモア映画」との関係
レヴィンソンはボルチモアを舞台とした自作同士をリンクさせることを好んでいる。『わが心のボルチモア』で購入されたハドソン自動車は、『ダイナー』でも購入され、使われた。クリチンスキー家が郊外に移る際に残す家は『ティンメン/事の起こりはキャデラック』で登場するものと同一である。

## 主な受賞・ノミネート
| 賞                   | 部門                | 対象                   | 結果       |
| -------------------- | ------------------- | ---------------------- | ---------- |
| アカデミー賞         | 脚本賞              | バリー・レヴィンソン   | ノミネート |
| アカデミー賞         | 撮影賞              | アレン・ダヴィオー     | ノミネート |
| アカデミー賞         | 作曲賞              | ランディ・ニューマン   | ノミネート |
| アカデミー賞         | 衣裳デザイン賞      | グロリア・グレシャム   | ノミネート |
| ゴールデングローブ賞 | 作品賞 (ドラマ部門) | 『わが心のボルチモア』 | ノミネート |
| ゴールデングローブ賞 | 脚本賞              | バリー・レヴィンソン   | ノミネート |
| ゴールデングローブ賞 | 作曲賞              | ランディ・ニューマン   | ノミネート |